# 耶路撒冷藝術家之家

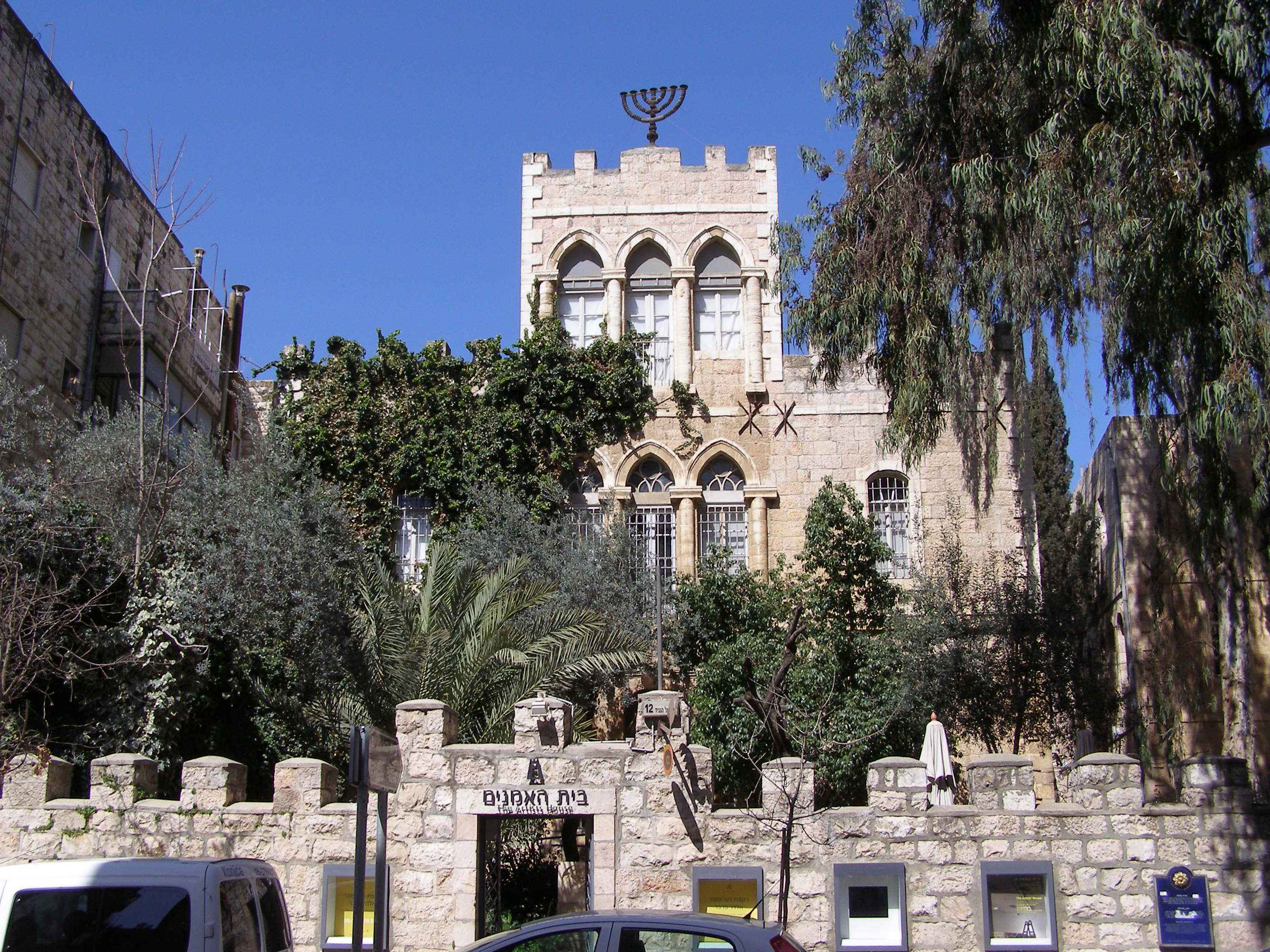

耶路撒冷藝術家之家（Jerusalem Artists House）是位於以色列耶路撒冷的一座藝術畫廊和展覽館，位於一座成立於1906年的美術學校內。這座建築是鲍里斯·沙茨的故居。現在這座建築是耶路撒冷畫家和雕刻家協會的總部。

## 外部連結
- Jerusalem Artists House - Home page （页面存档备份，存于）
- The Larva Society for Psychial Research

31°46′48″N 35°12′52″E / 31.779929°N 35.214396°E